# أندرو باريسيك
أندرو باريسيك (بالإنجليزية: Andrew Barisic) مواليد 22 مارس 1986 في كانبرا، هو لاعب كرة قدم أسترالي. يلعب كمهاجم.

## مرحلة الشباب

### أندية لعب لها
- كانبيرا أفسي

## المسيرة الاحترافية

### أندية لعب لها
- نادي آريما كرونوس لكرة القدم
- نادي إيست بنغال

## روابط خارجية
- أندرو باريسيك على موقع قاعدة بيانات كرة القدم.إي يو (الإنجليزية)
- أندرو باريسيك على موقع Soccerway.com (الإنجليزية)
- أندرو باريسيك على موقع عالم كرة القدم.نت (الإنجليزية)